# Kristi himmelfärds serbisk-ortodoxa kyrka, Zrenjanin
Kristi himmelfärds serbisk-ortodoxa kyrka (serbisk kyrilliska: Српска православна црква Вазнесења Господњег; latinska: Srpska pravoslavna crkva Vaznesenja Gospodnjeg) är en serbisk-ortodox kyrkobyggnad belägen i staden Zrenjanin i provinsen Vojvodina, i norra Serbien.
Kyrkan är helgad åt Kristi himmelsfärd och tillhör Banats stift.

## Historik
Kristi himmelfärds serbisk-ortodoxa kyrka i Zrenjanin började att byggas i oktober 2011.

## Kyrkan
Kyrkan är 18,5 meter hög.

## Bilder

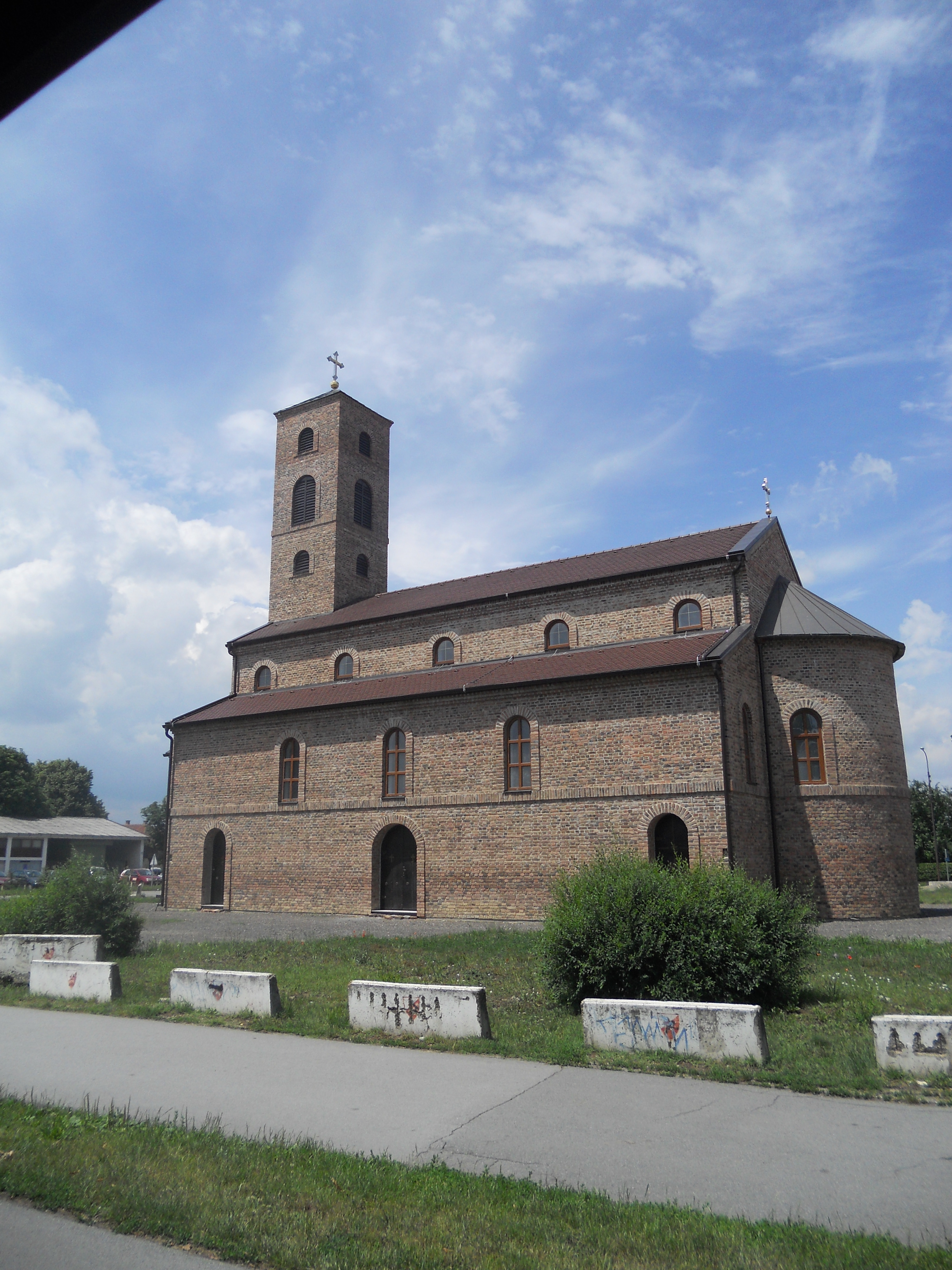
Kyrkan från sidan.
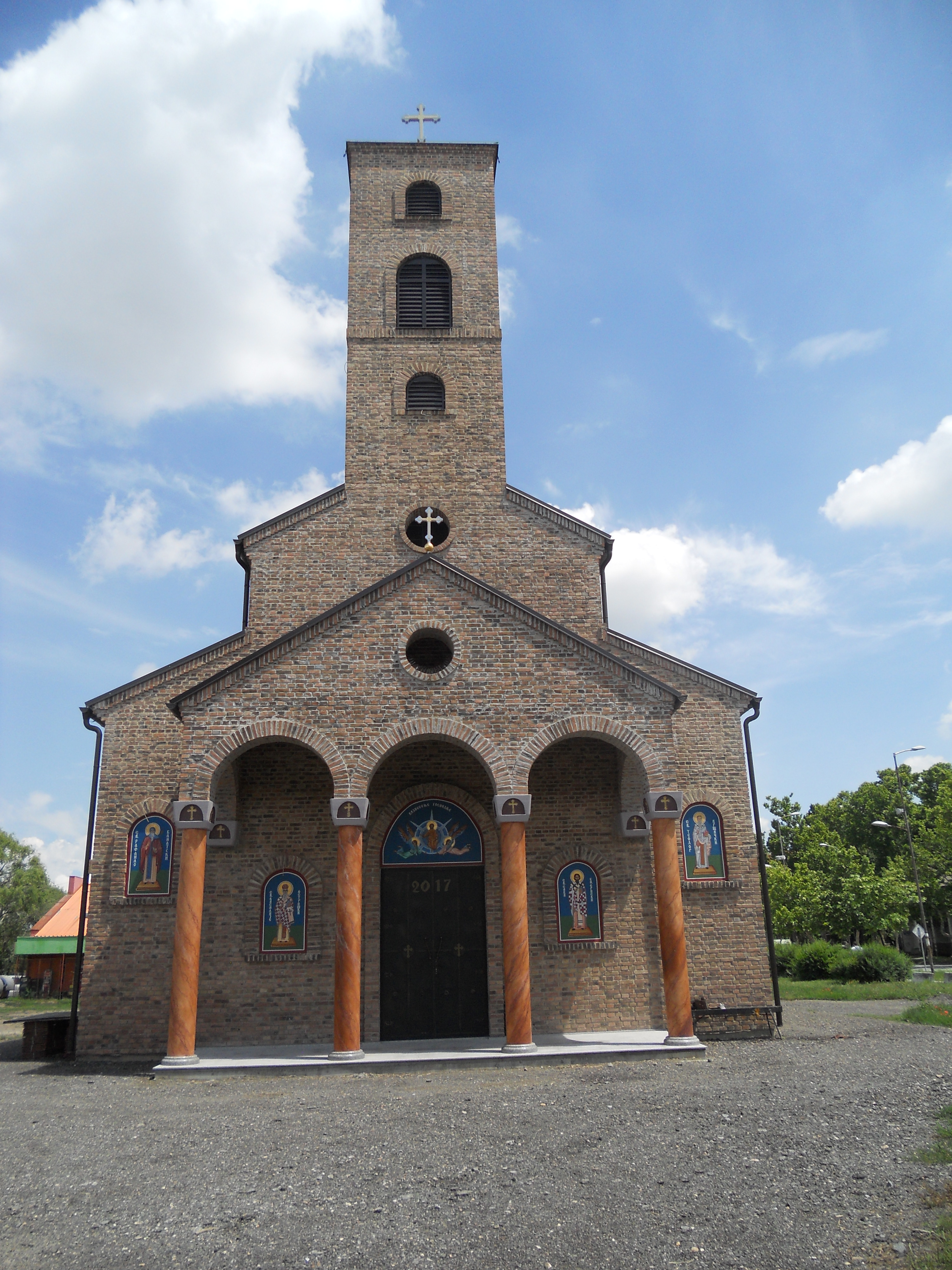
Närmare framsidan.